# Noserius simplex
Noserius simplex là một loài bọ cánh cứng trong họ Cerambycidae.